# 克拉斯諾沃利齊亞
50°1′56″N 28°0′44″E / 50.03222°N 28.01222°E
克拉斯諾沃利齊亞（烏克蘭語：Красноволиця），是烏克蘭北部的村莊，隸屬日托米爾州的日托米爾區。該村面積0.78平方公里，海拔高度255米，2001年人口222，人口密度每平方公里285.35人。